# Cowgirl in the Sand

Cowgirl in the Sand est une chanson de Neil Young, parue en 1969 sur l'album Everybody Knows This Is Nowhere. Neil Young a inclus des versions live de la chanson sur plusieurs albums, notamment 4 Way Street avec Crosby, Stills, Nash and Young. La chanson a aussi été reprise par The Byrds sur leur album éponyme. Comme trois autres chansons de l'album Everybody Knows This Is Nowhere, « Cinnamon Girl », « Down by the River » et la chanson-titre, Neil a écrit « Cowgirl in the Sand » alors qu'il souffrait de la grippe et d'une forte fièvre chez lui à Topanga, Californie.

## Paroles et musique
Les paroles de la chanson parlent d'une femme aux mœurs légères, ou peut-être de trois femmes différentes dans la mesure où chaque couplet décrit une femme différente. L'auteur Nigel Williamson décrit les paroles comme "obscures et oniriques, adressées à une femme idéalisée." Le critique musical Johnny Rogan décrit les paroles comme "obliques", décrivant la femme comme étant à la fois "idéaliste" et "idéalisée" par le chanteur , se référant en particulier à la ligne "Quand tant de gens vous aiment, est-ce la même chose?" L'auteur David Downing suggère que cette ligne reflète une ambiguïté quant à savoir si une liberté sexuelle accrue est une bénédiction ou si c'est une malédiction. Downing, cependant, estime que la ligne suivante, "c'est la femme en vous qui vous donne envie de jouer à ce jeu", était déjà dépassée lorsque la chanson est sortie à la fin des années 1960. Au moment de la sortie initiale de la chanson, le magazine Rolling Stone a décrit les paroles comme « discrètement accusatrices ». Young lui-même a affirmé que « Cowgirl in the Sand » parle de son impression de "plages en Espagne", malgré le fait que lorsqu'il a écrit la chanson, il n'était jamais allé en Espagne.
L'auteur Ken Bielen propose une interprétation des paroles, dans laquelle Young chante sur lui-même. Le sable du titre pourrait faire référence aux jeunes qui viennent en Californie, qui compte de nombreuses plages. La femme dans le premier couplet pourrait être une référence voilée à Young, puisque ce dernier a déménagé du Canada en Californie. Des lignes telles que « Assez vieux maintenant pour changer votre nom » et « Est-ce que votre groupe a commencé à rouiller » pourraient être des références au départ de Young du groupe Buffalo Springfield. La ligne "Quand tant de gens vous aiment, est-ce la même chose?" pourrait être le reflet de la propre ambivalence de Young envers la célébrité, et dans l'interprétation de Bielen, la phrase qui dérangeait Downing, "c'est la femme en toi qui te donne envie de jouer à ce jeu", pourrait être une référence à Young croyant que son propre côté féminin le pousse à rechercher la gloire malgré le harcèlement que la célébrité attire.
La musique de « Cowgirl in the Sand », comme celle de « Down by the River », est basée sur une progression d'accords d'un accord mineur à un accord majeur. Aussi comme « Down by the River », la chanson présente plusieurs solos de guitare mettant en vedette ce que le critique Toby Creswell décrit comme "de la distorsion et du chaos". Young joue une section de guitare distordue après chacun des trois refrains. Williamson affirme que la chanson comprend « certains des jeux de guitare solo les plus puissants et les plus sauvages jamais enregistrés ». Le critique d'Allmusic Matthew Greenwald décrit le jeu de guitare de Neil Young comme ses « excursions de guitare les plus barbelées ». Rogan note qu'il "a été acclamé à juste titre comme un excellent exemple du travail de guitare distinctif et sombre de Young et son travail fait avancer la chanson", a considéré le travail de guitare de Young sur cette chanson "inférieur" à celui des chansons précédentes. Rolling Stone considérait la performance vocale de Young comme "la vraie clé du succès de cette chanson", louant particulièrement la "profondeur" de sa voix.

## Musiciens
- Neil Young - guitare électrique solo, chant
- Danny Whitten - guitare électrique rythmique, chœurs
- Billy Talbot - basse
- Ralph Molina - batterie, chœurs

## Reprises par Neil Young
- 1969 : Live at the Fillmore East
- 1971 : Live at Massey Hall 1971, version acoustique en solo
- 2000 : Road Rock Vol. 1: Friends and Relatives

## Interprétations par d'autres artistes
Les Byrds ont repris « Cowgirl in the Sand » sur leur album Byrds de 1973. La chanson a également été reprise par The Magic Numbers, City and Colour et Josie Cotton (en), entre autres.